# Juliusz Strisower
Juliusz Strisower (ur. 1860 w Jarosławiu, zm. 1937 w Wiedniu) – handlarz, radny i wiceburmistrz Jarosławia.

## Życiorys
Urodził się 4 września 1860 w Jarosławiu w rodzinie żydowskiej, trudniącej się handlem zbożem i drewnem jako syn Adolfa Juliusza i brat Henryka. W latach 1890–1901, 1904–1919, 1924–1933 był radnym miejskim, członkiem zarządu (asesorem), a w latach 1910–1912, 1915–1918 wiceburmistrzem Jarosławia.
Pełnił funkcję przewodniczącego jarosławskiej gminy żydowskiej (w latach 1905–1937), był członkiem Wydziału Powiatowego, jednym z założycieli Towarzystwa Gimnastycznego „Sokół” w Jarosławiu oraz Komunalnej Kasy Oszczędności Miasta. Jako członek Izby Handlowej i Przemysłowej we Lwowie z okręgu wyborczego Jarosław, przed I wojną światową uzyskał tytuł radcy cesarskiego. Za jego prezesury w Zarządzie Gminy wyznaniowej żydowskiej odnowiono i rozbudowano synagogę, rozbudowano szpital żydowski i zbudowano łaźnię rytualną. Własnym sumptem założył i wyposażył dom dla sierot żydowskich, który otrzymał jego imię. Należał do wszystkich żydowskich towarzystw finansowych i humanitarnych.
Zmarł 6 lipca 1937 w Wiedniu, dokąd wyjechał w celach leczniczych. Pochowany został na jarosławskim kirkucie.

## Literatura
- Jerzy Czechowicz, Żydowskie dziedzictwo kulturowe w Jarosławiu na przykładzie Kirkutu, Jarosław 2000
- Błp. Juliusz Strisower, „Express Jarosławski” z 1937
- Andrzej Wondaś, Szkice do dziejów Jarosławia, Jarosław 1936
- August Szczurowski, Skorowidz powiatu jarosławskiego na rok 1902, Przemyśl 1902
- Kronika, „Express Jarosławski” z 1937